# Partido judicial de Peñarroya-Pueblonuevo
El partido judicial de Peñarroya-Pueblonuevo es uno de los 85 partidos judiciales en los que se divide la comunidad autónoma de Andalucía y creado por Real Decreto en 1983, como el número 6 de los doce partidos judiciales en que se divide la provincia de Córdoba, en España. La extensión del partido comprende 11 municipios con una superficie de 2.692,78 km² y sede en Peñarroya-Pueblonuevo. 

## Ámbito geográfico
El ámbito territorial, que viene regulado por el Real Decreto 529/1983, de 9 de marzo, comprende los municipios:
| Partido Judicial | Capital de partido    | Municipios que comprende |
| ---------------- | --------------------- | --- |
| 6                | Peñarroya-Pueblonuevo | Belalcázar, Belmez, Los Blázquez, Espiel, Fuente la Lancha, Fuente Obejuna, La Granjuela, Hinojosa del Duque, Peñarroya-Pueblonuevo, Valsequillo y Villanueva del Rey. |